# Le Coffre enchanté
Le Coffre enchanté je francouzský němý film z roku 1904. Režisérem je Georges Méliès (1861–1938). Film trvá zhruba 3 minuty. Ve Spojených státech vyšel pod názvem The Bewitched Trunk a ve Spojeném království jako The Enchanted Trunk.

## Děj
Film zachycuje renesančně oblečeného kouzelníka, jak s pomocí šesti králíků, dvěma asistenty a třemi ženami předvádí různé triky spojené s bednou.